# Schistura anambarensis
Schistura anambarensis és una espècie de peix de la família Balitoridae i de l'ordre dels cipriniformes que es troba al Pakistan.